# Lepidagathis formosensis
Lepidagathis formosensis är en akantusväxtart som beskrevs av C. B. Cl. och Bunzo Hayata. Lepidagathis formosensis ingår i släktet Lepidagathis och familjen akantusväxter. Inga underarter finns listade i Catalogue of Life.